# 下田崇
下田 崇（しもだ たかし、1975年11月28日 - ）は、日本の元プロサッカー選手(GK)、指導者。広島市南区上東雲町出身。広島県立広島皆実高等学校卒業。元日本代表。
現サッカー日本代表・U-21サッカー日本代表のゴールキーパーコーチ。

## 経歴

### 若年期
実家は喫茶店を経営。小さいころは野球少年で、リトルリーグで外野手やキャッチャーとしてレギュラーだった。サッカーをやっていた兄の影響もあり、小学4年生からサッカーに転向しフォワードやミッドフィールダーとしてプレー、中学では攻撃的なミッドフィールダーとしてプレー。
1991年、高校に入学。監督の勧めで1年時から本格的にゴールキーパーを始めた。1993年3年生の時に香川・徳島国体選抜として出場したことが唯一の全国大会での成績。卒業後は明治大学に進学するつもりだったが、同年の夏に地元のサンフレッチェ広島からスカウトされる。

### 現役時代
1994年、サンフレッチェ広島に入団。同期入団は大西貴・桑原裕義。
同年に初めての年代別代表となるU-19日本代表に選ばれ本田征治の控えとしてAFCユース選手権にベンチ入り、翌1995年にはU-20日本代表に選ばれワールドユース・カタール大会に2試合出場。同年にアトランタオリンピック出場を目指す五輪日本代表に選ばれ、川口能活の控えとして予選・本戦を通じて全試合にベンチ入りを果たす。マイアミの奇跡もベンチで体験した。
一方で広島では前川和也と河野和正の前に、なかなか出場機会が得られなかった。Jリーグデビューは1995年7月8日対浦和レッドダイヤモンズ戦、39分河野の負傷退場により途中交代で出場を果たす。1997年に河野が名古屋グランパスエイトへ移籍、翌1998年に前川が肩の手術により長期離脱したことにより、スタメンの地位を得た。久保竜彦・服部公太と共に期待の若手としてエディ・トムソン監督に高く評価され、以降正ゴールキーパーとして歴代監督に信用され続けた。1998年1stステージ第1節から2001年第9節まで連続118試合フルタイム出場している。レギュラーを奪われたくないため指を骨折した状況で試合出場したこともある。
この活躍によりフィリップ・トルシエ時代の日本代表に招集され、1999年3月31日の対ブラジル戦（国立）では先発に抜擢され初キャップを記録、この試合が唯一のA代表での出場となっている。2000年にはアジアカップ・レバノン大会にA代表メンバーとして登録。
2002年、J1残留争いをしていた最終節の対コンサドーレ札幌戦（5-4）で、相川進也と接触し眼下底骨折により負傷退場。この試合でJ2降格が決定した。その際にもチームに残留、また選手生命の危機にもさらされたが完治し、2003年のJ1昇格に貢献した。同年のJ2でPK阻止率100パーセント、同年ジーコ時代のA代表に唯一J2から招集された。
2004年から3年間、広島の選手会長を勤めた。2005年4月2日対名古屋グランパスエイト戦にてJ1リーグ戦通算200試合出場達成。同年10月15日対FC東京戦にて味方DFの小村徳男と接触し右膝後十字靱帯断裂、同年のシーズンを棒にふった。翌2006年2月、土肥洋一・曽ヶ端準の2人がケガで代表離脱したため約3年半振りに代表招集の声がかかった。
2007年終盤から左膝の調子が思わしくなく、2008年になるとさらに悪化して木寺浩一に定位置を明け渡した。7月には左膝軟骨損傷により手術を行った。そのため同シーズンはルーキーイヤー以来14年ぶりの出場ゼロに終わる。その後リハビリを続け、翌2009年7月に全体練習に復帰した。2008年以降試合出場が叶わず、佐藤昭大、中林洋次、西川周作、原裕太郎の控えに回りチームを影から支えた。
2010年末に戦力外通告およびコーチ転進の打診を受け、同年限りで現役を引退。一見派手なスーパーセーブこそ少ないが、的確な判断とミスの少ない安定したプレーが特徴の堅実な選手であった。また、素早く正確なスローによるフィードも特徴のひとつであった。

### 指導者時代
2011年より、広島のトップチームゴールキーパーコーチに就任。2017年12月、2020年の東京オリンピックを目指すU-20日本代表のゴールキーパーコーチに就任。2018年4月よりサッカー日本代表（A代表）のゴールキーパーコーチも兼任。

## 個人成績
| 国内大会個人成績 | 国内大会個人成績 | 国内大会個人成績 | 国内大会個人成績 | 国内大会個人成績 | 国内大会個人成績 | 国内大会個人成績 | 国内大会個人成績 | 国内大会個人成績 | 国内大会個人成績 | 国内大会個人成績 | 国内大会個人成績 |
| 年度             | クラブ           | 背番号           | リーグ           | リーグ戦         | リーグ戦         | リーグ杯         | リーグ杯         | オープン杯       | オープン杯       | 期間通算         | 期間通算         |
| 年度             | クラブ           | 背番号           | リーグ           | 出場             | 得点             | 出場             | 得点             | 出場             | 得点             | 出場             | 得点             |
| 日本             | 日本             | 日本             | 日本             | リーグ戦         | リーグ戦         | リーグ杯         | リーグ杯         | 天皇杯           | 天皇杯           | 期間通算         | 期間通算         |
| ---------------- | ---------------- | ---------------- | ---------------- | ---------------- | ---------------- | ---------------- | ---------------- | ---------------- | ---------------- | ---------------- | ---------------- |
| 1994             | 広島             | -                | J                | 0                | 0                | 0                | 0                | 0                | 0                | 0                | 0                |
| 1995             | 広島             | -                | J                | 5                | 0                | -                | -                | 0                | 0                | 5                | 0                |
| 1996             | 広島             | -                | J                | 1                | 0                | 0                | 0                | 0                | 0                | 1                | 0                |
| 1997             | 広島             | 16               | J                | 9                | 0                | 0                | 0                | 2                | 0                | 11               | 0                |
| 1998             | 広島             | 16               | J                | 34               | 0                | 4                | 0                | 3                | 0                | 41               | 0                |
| 1999             | 広島             | 16               | J1               | 30               | 0                | 2                | 0                | 5                | 0                | 37               | 0                |
| 2000             | 広島             | 1                | J1               | 30               | 0                | 4                | 0                | 2                | 0                | 36               | 0                |
| 2001             | 広島             | 1                | J1               | 29               | 0                | 6                | 0                | 2                | 0                | 37               | 0                |
| 2002             | 広島             | 1                | J1               | 29               | 0                | 6                | 0                | 0                | 0                | 35               | 0                |
| 2003             | 広島             | 1                | J2               | 43               | 0                | -                | -                | 4                | 0                | 47               | 0                |
| 2004             | 広島             | 1                | J1               | 30               | 0                | 5                | 0                | 1                | 0                | 36               | 0                |
| 2005             | 広島             | 1                | J1               | 27               | 0                | 6                | 0                | 0                | 0                | 33               | 0                |
| 2006             | 広島             | 1                | J1               | 33               | 0                | 5                | 0                | 2                | 0                | 40               | 0                |
| 2007             | 広島             | 1                | J1               | 31               | 0                | 8                | 0                | 5                | 0                | 44               | 0                |
| 2008             | 広島             | 1                | J2               | 0                | 0                | -                | -                | 0                | 0                | 0                | 0                |
| 2009             | 広島             | 1                | J1               | 0                | 0                | 0                | 0                | 0                | 0                | 0                | 0                |
| 2010             | 広島             | 1                | J1               | 0                | 0                | 0                | 0                | 0                | 0                | 0                | 0                |
| 通算             | 日本             | 日本             | J1               | 288              | 0                | 46               | 0                | 22               | 0                | 356              | 0                |
| 通算             | 日本             | 日本             | J2               | 43               | 0                | -                | -                | 4                | 0                | 47               | 0                |
| 総通算           | 総通算           | 総通算           | 総通算           | 331              | 0                | 46               | 0                | 26               | 0                | 403              | 0                |

その他の公式戦
- 2007年
  - J1・J2入れ替え戦 2試合0得点

| 国際大会個人成績 | 国際大会個人成績 | 国際大会個人成績 | 国際大会個人成績 | 国際大会個人成績 |
| 年度             | クラブ           | 背番号           | 出場             | 得点             |
| AFC              | AFC              | AFC              | ACL              | ACL              |
| ---------------- | ---------------- | ---------------- | ---------------- | ---------------- |
| 2010             | 広島             | 1                | 0                | 0                |
| 通算             | AFC              | AFC              | 0                | 0                |

## 出場歴・タイトル
個人タイトル
- Jリーグアウォーズフェアプレー個人賞 (2004年)
- オールスター出場 (2001年)

高校
- 第48回国民体育大会サッカー少年の部広島県代表 (1993年)

クラブチーム
- 初出場　1995年7月8日  Jリーグ第22節 対浦和レッドダイヤモンズ戦 (大宮公園サッカー場)
  - 39分、河野和正の負傷退場により途中交代出場

## 代表歴
アンダーカテゴリー
- AFCユース選手権・U-19日本代表 (1994年)
- ワールドユース・カタール大会U-20日本代表 (1995年)
- アトランタオリンピックサッカー日本代表 (1996年)

A代表
- 初出場　1999年3月31日対ブラジル戦 (国立霞ヶ丘競技場陸上競技場)
- アジアカップレバノン大会日本代表 (2000年)
- 日本代表 (1998年 - 2000年・2003年・2006年)

### 試合数
- 国際Aマッチ 1試合 0得点(1999年)[1]

| 日本代表 | 国際Aマッチ | 国際Aマッチ |
| 年       | 出場        | 得点        |
| -------- | ----------- | ----------- |
| 1999     | 1           | 0           |
| 通算     | 1           | 0           |

### 出場
| No. | 開催日         | 開催都市 | スタジアム                 | 対戦相手 | 結果 | 監督                 | 大会             |
| --- | -------------- | -------- | -------------------------- | -------- | ---- | -------------------- | ---------------- |
| 1.  | 1999年03月31日 | 東京都   | 国立霞ヶ丘競技場陸上競技場 | ブラジル | ●0-2 | フィリップ・トルシエ | キリンビバレッジ |